# Tramelan
Tramelan ist eine politische Gemeinde im Verwaltungskreis Berner Jura des Kantons Bern in der Schweiz. Der frühere deutsche Name Tramlingen wird heute selten verwendet.

## Geographie
Tramelan liegt auf 900 m ü. M., 15 km nordwestlich von Biel (Luftlinie). Die Gemeinde erstreckt sich in einer breiten Talmulde des Baches Trame im Jura nördlich der Montagne du Droit und am Südostrand der Franches-Montagnes (deutsch Freiberge).
Die Fläche des 24,9 km² grossen Gemeindegebiets umfasst den oberen Talbereich der Trame, der zwischen der Antiklinale des Montbautier (1184 m ü. M.) im Norden und derjenigen der Montagne du Droit (bis 1110 m ü. M.) im Süden liegt. Der Höhenrücken des Montbautier bildet den höchsten Punkt von Tramelan. Den Westteil des Gemeindegebietes nimmt die leicht gewellte Hochfläche der Franches-Montagnes ein (970 bis 1050 m ü. M.). Hier wechseln sich moorige, meist oberirdisch abflusslose Senken mit Kuppen aus Kalkstein ab, ganz am Westrand liegt das Torfmoor La Tourbière. Auf dem Plateaujura sowie auf dem Kamm des Montbautier befinden sich ausgedehnte Jurahochweiden mit den typischen mächtigen Fichten, die entweder einzeln oder in Gruppen stehen. Das Gebiet wird durch die Trame nach Osten zur Birs entwässert. Von der Gemeindefläche entfielen 1997 8 % auf Siedlungen, 32 % auf Wald und Gehölze, 59 % auf Landwirtschaft, und etwas mehr als 1 % war unproduktives Land.
Zu Tramelan gehören die Weiler Les Reussilles (1011 m ü. M.), Les Gerines (1038 m ü. M.) und Le Cernil (1005 m ü. M.), alle auf der Hochfläche der Franches-Montagnes gelegen, sowie zahlreiche Einzelhöfe, die weit verstreut im Talboden der Trame und auf den Jurahöhen liegen. Nachbargemeinden von Tramelan sind Mont-Tramelan, Corgémont, Tavannes und Saicourt im Kanton Bern sowie Les Genevez, Montfaucon, Le Bémont, Saignelégier und Les Breuleux im Kanton Jura.

## Bevölkerung
| Jahr | Einwohner |
| ---- | --------- |
| 1850 | 2'551     |
| 1900 | 5'559     |
| 1910 | 5'267     |
| 1930 | 5'000     |
| 1950 | 4'951     |
| 1960 | 5'567     |
| 1970 | 5'549     |
| 1980 | 4'733     |
| 1990 | 4'479     |
| 2000 | 4'165     |
| 2010 | 4'254     |
| 2020 | 4'636     |
| 2022 | 4'587     |

Mit 4648 Einwohnern (Stand 31. Dezember 2023) ist Tramelan die drittgrösste Gemeinde des Berner Juras. Von den Bewohnern sind 86,3 % französischsprachig, 8,2 % deutschsprachig und 2,4 % italienischsprachig (Stand 2000). Die Bevölkerungszahl von Tramelan pendelte von 1890 bis 1970 stets im Bereich von 5000 bis 5600 Personen. Seither hat sie durch starke Abwanderung deutlich abgenommen.

## Politik
- SP: 12
- EVP: 2
- Groupe débat: 8
- FDP: 9
- SVP: 6

Die Legislative heisst Conseil général (dt. Generalrat) und umfasst 37 Mitglieder. Sie werden vom Volk im Proporz für vier Jahre gewählt. Die rechts stehende Grafik zeigt die Sitzverteilung des Generalrates für die Legislatur 2023–2026 (Stand 2024).
Exekutive von Tramelan ist der Conseil municipal (Gemeinderat), welcher auf eine Periode von vier Jahren gewählt wird. Er umfasst neun Personen darunter den Gemeindepräsidenten. Für die Legislatur 2023–2026 hat er folgende parteipolitische Zusammensetzung: SP 4 Sitze, SVP 2 Sitze, Groupe débat 2 Sitze, FDP 1 Sitz. Gemeindepräsident ist seit 2022 Hervé Gullotti (SP, Stand 2024; von 2017 bis 2024 auch Grossrat, 2021/2022 Präsident).
Bei den Nationalratswahlen 2023 betrugen die Wähleranteile in Tramelan (in Klammern die Veränderung im Vergleich zu den Wahlen 2019 in Prozentpunkten): SVP 33,92 % (+7,94), SP 27,23 % (−3,68), Grüne 12,33 % (−1,31), FDP 9,17 % (+2,10), EVP 6,77 % (−0,94), EDU 3,90 % (+2,20), glp 2,69 % (+0,10), Mitte 2,50 % (−2,93), SD 0,38 % (−0,13), PdA/Sol. 0,00 (−1,23).

## Wirtschaft
Tramelan war bis in die erste Hälfte des 19. Jahrhunderts mehrheitlich von Landwirtschaft geprägt, und im Moor von La Tourbière wurde zeitweise Torf gestochen. Danach setzte mit der Einführung der Uhrenindustrie ein rascher wirtschaftlicher Aufschwung ein, und die Bevölkerung wuchs stark an. Unter der Uhren- und Maschinenbauindustrie erlebte Tramelan in der ersten Hälfte des 20. Jahrhunderts eine Blütezeit. Durch die Krise der Uhrenindustrie ab 1970 hat der Ort durch den Verlust von vielen Arbeitsplätzen gelitten, und die Bevölkerung nahm ab. Heute sind nur noch wenige Arbeitsplätze im Bereich der Uhrmacherei vorhanden (Auguste Reymond, Armand Nicolet, Davosa und Nitella). Die grösste Bedeutung hat eine Werkzeugmaschinenfabrik, zahlreiche weitere Arbeitsplätze bieten Betriebe in der Elektronik, Feinmechanik und im Metallbau. Die Landwirtschaft spielt noch eine bedeutende Rolle, wobei Viehzucht und Milchwirtschaft überwiegen. Alljährlich findet im August ein nationales Reitturnier statt. Tramelan besitzt ein interregionales Fortbildungszentrum, das 1991 eröffnet wurde.
Die Umgebung von Tramelan ist ein Erholungs- und Wandergebiet. Im Winter kann am Nordhang der Montagne du Droit Ski gefahren werden, und auf den Jurahochflächen ist Skilanglauf möglich. Tramelan verfügt auch über eine Freibadanlage.

## Verkehr
Die Gemeinde ist verkehrstechnisch recht gut erschlossen. Sie liegt an der Kantonsstrasse von Tavannes nach Saignelégier.
Am 16. August 1884 wurde die Tavannes–Tramelan-Bahn eingeweiht. Am 16. Dezember 1913 erfolgte die Eröffnung der Tramelan-Breuleux-Noirmont-Bahn, der westlichen Fortsetzung bis nach Le Noirmont. Die Bahnlinie Tavannes–Tramelan–Le Noirmont wird seit 1944 von den Chemins de fer du Jura betrieben. Neben dem Bahnhof gibt es vier weitere Haltestellen auf dem Gemeindegebiet: Tramelan-Dessous, Tramelan-Chalet, Les Reussilles und Le Pied-d’Or. Die Haltestelle Tramelan-Collège ist nicht in Betrieb. Für die Feinverteilung im öffentlichen Verkehr sorgen Postautokurse von Tramelan nach Saint-Imier, nach Saignelégier und nach Glovelier.

## Kunst
- Tramlabulle, Comics-Festival in Tramelan

## Geschichte

Luftbild aus 100 m von Walter Mittelholzer (1931)

Tramelan wurde im Jahr 1178 erstmals unter dem Namen Trameleins erwähnt. 1297 erfolgte die Bezeichnung Tramelans, und seit 1317 existiert der heutige Ortsname. Als deutsche Namen sind neben Tramlingen auch Tremlingen und Tremmlingen überliefert. Der Ortsname geht vermutlich auf den burgundischen Personennamen Thrasamal zurück, der unermüdlicher Krieger bedeutet. Tramelan gehörte ursprünglich zum Kapitel Saint-Imier, ging aber während der Reformation an das Fürstbistum Basel über. Während des Dreissigjährigen Krieges wurde der Ort in Mitleidenschaft gezogen. Von 1797 bis 1815 gehörte Tramelan zu Frankreich und war anfangs Teil des Département Mont-Terrible, das 1800 mit dem Département Haut-Rhin verbunden wurde. Durch den Entscheid des Wiener Kongresses kam der Ort 1815 an den Kanton Bern zum Bezirk Courtelary. 1839 wurde ein Teil von Tramelan durch einen Dorfbrand verwüstet. Der Ort war in die Gemeinden Tramelan-Dessous und Tramelan-Dessus geteilt, die 1952 zur Gemeinde Tramelan fusionierten.
In Tramelan und Umgebung waren etwa 1000 Arbeiter in der Gewerkschaft FOMH. Im Generalstreik 1918 entschied ihre Versammlung mit 183 zu 94 Stimmen die Teilnahme am Streik. Alle Fabriken stellten die Arbeit ein. Im Tramelan erschien die Zeitung Le Progrès. Ernest Vuille aus Tramelan gründete am 7. September 1919 an einer Versammlung in Sonceboz die Sozialdemokratische Partei des Jura, den Parti socialiste jurassien (PSJ).

## Sehenswürdigkeiten
Nach dem Brand wurde die reformierte Dorfkirche 1843 neu erbaut, eine umfassende Renovation mit Vergrösserung wurde 1957/1958 vorgenommen. Die katholische Kirche Saint-Michel stammt von 1909, eine Basilika, bei der Stilelemente der Neugotik und des Heimatstils verwendet wurden. Ebenfalls im Heimatstil wurde das Gebäude der Sekundarschule errichtet (1912).
Durch die zahlreichen kubischen Bauten der Mietshäuser, die Ende des 19. und Anfang des 20. Jahrhunderts erbaut wurden, erhielt Tramelan ein städtisches Gepräge. Im ältesten Ortsteil, in Tramelan-Dessous, stehen noch einige Bauernhäuser aus dem 17. und 18. Jahrhundert. Aus der gleichen Zeit stammen die zahlreichen auf der Hochfläche des Plateaujuras gelegenen typischen Bauernhöfe der Freiberge mit weissgetünchten Fassaden und grosser Dachfläche, insbesondere im Weiler Le Cernil. Die 1886 von Ellen G. White eingeweihte erste adventistische Kapelle außerhalb Nordamerikas diente bis anno 1968 als Versammlungsstätte und blieb als Werkstatt erhalten.

## Bilder

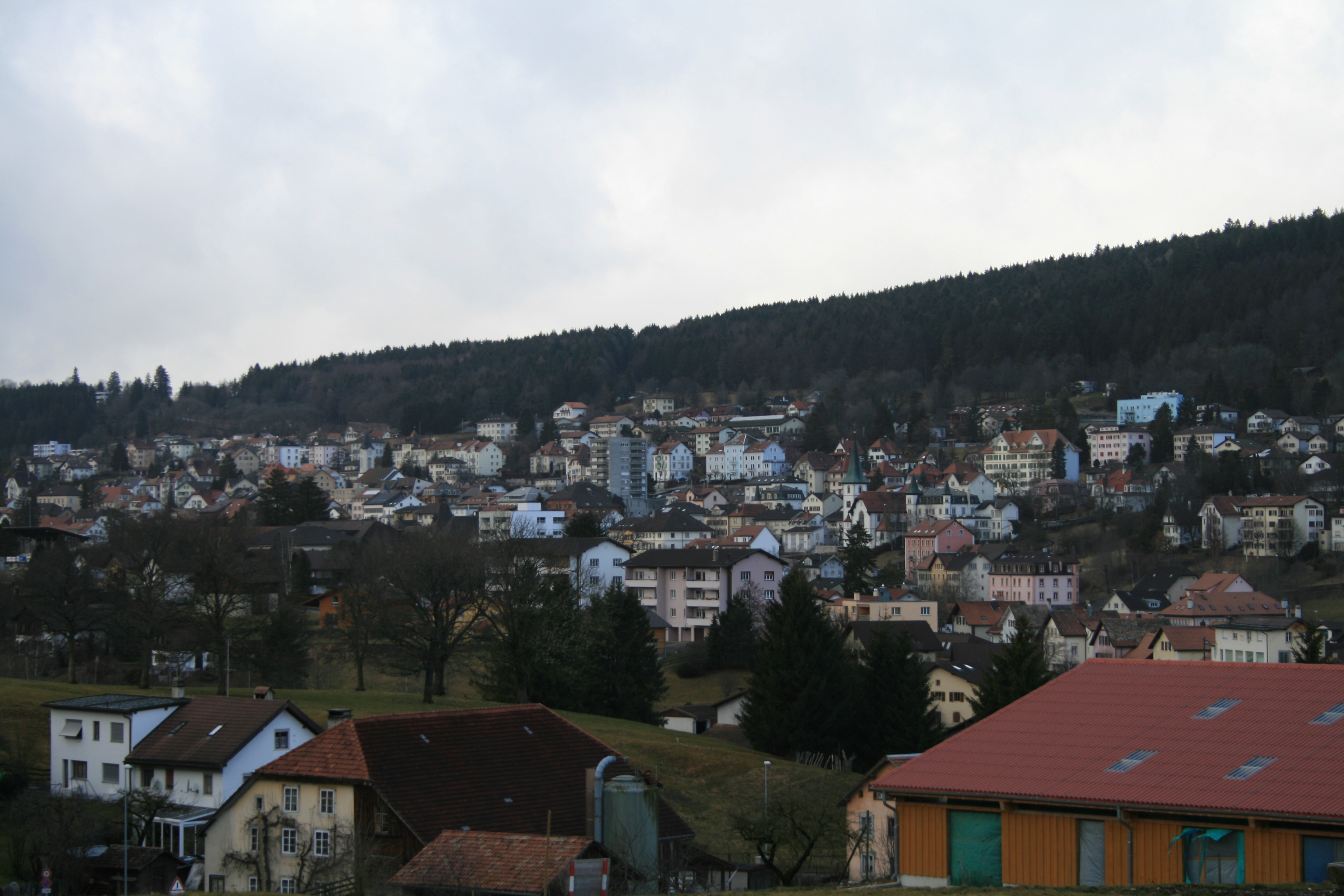
Tramelan
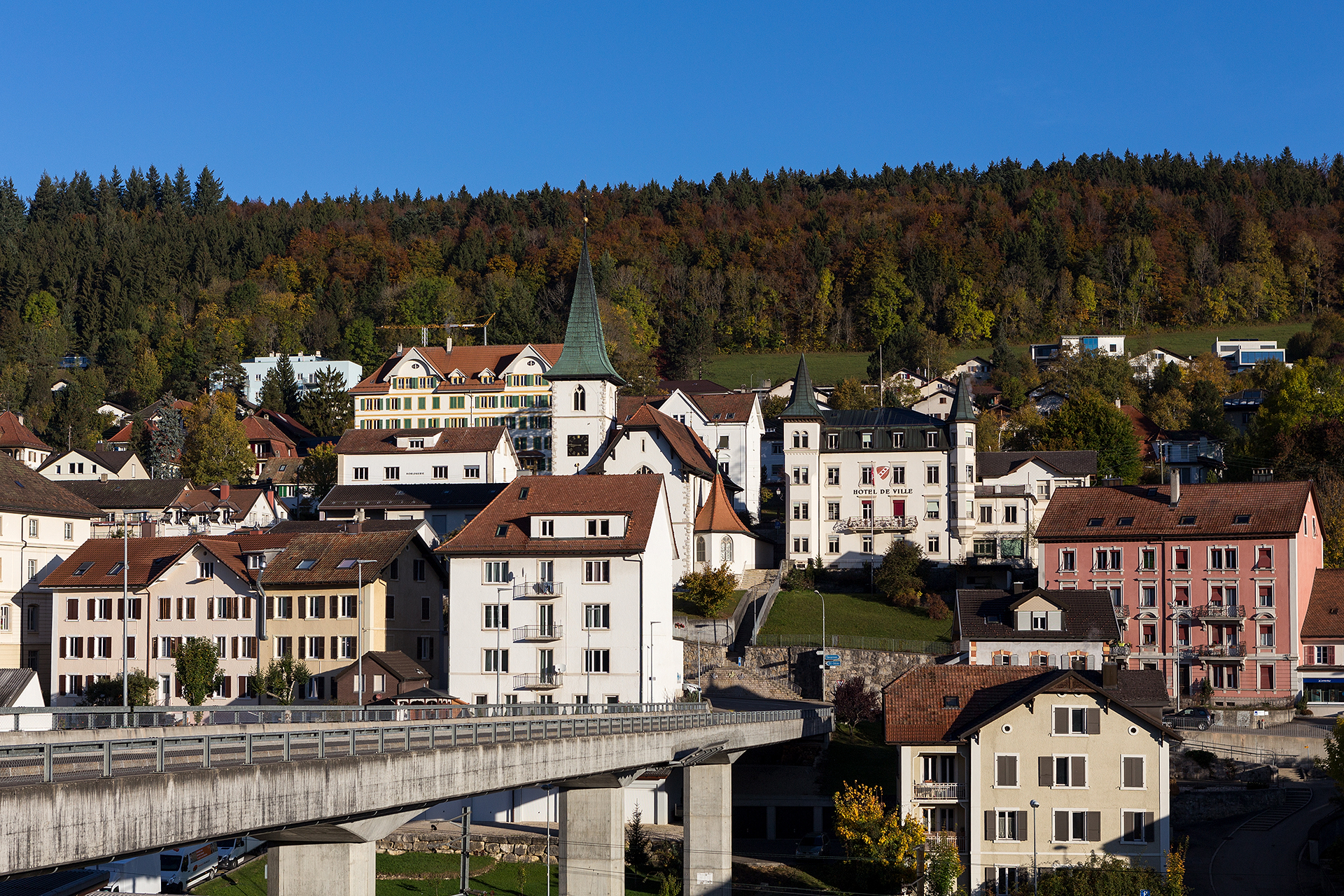
Tramelan
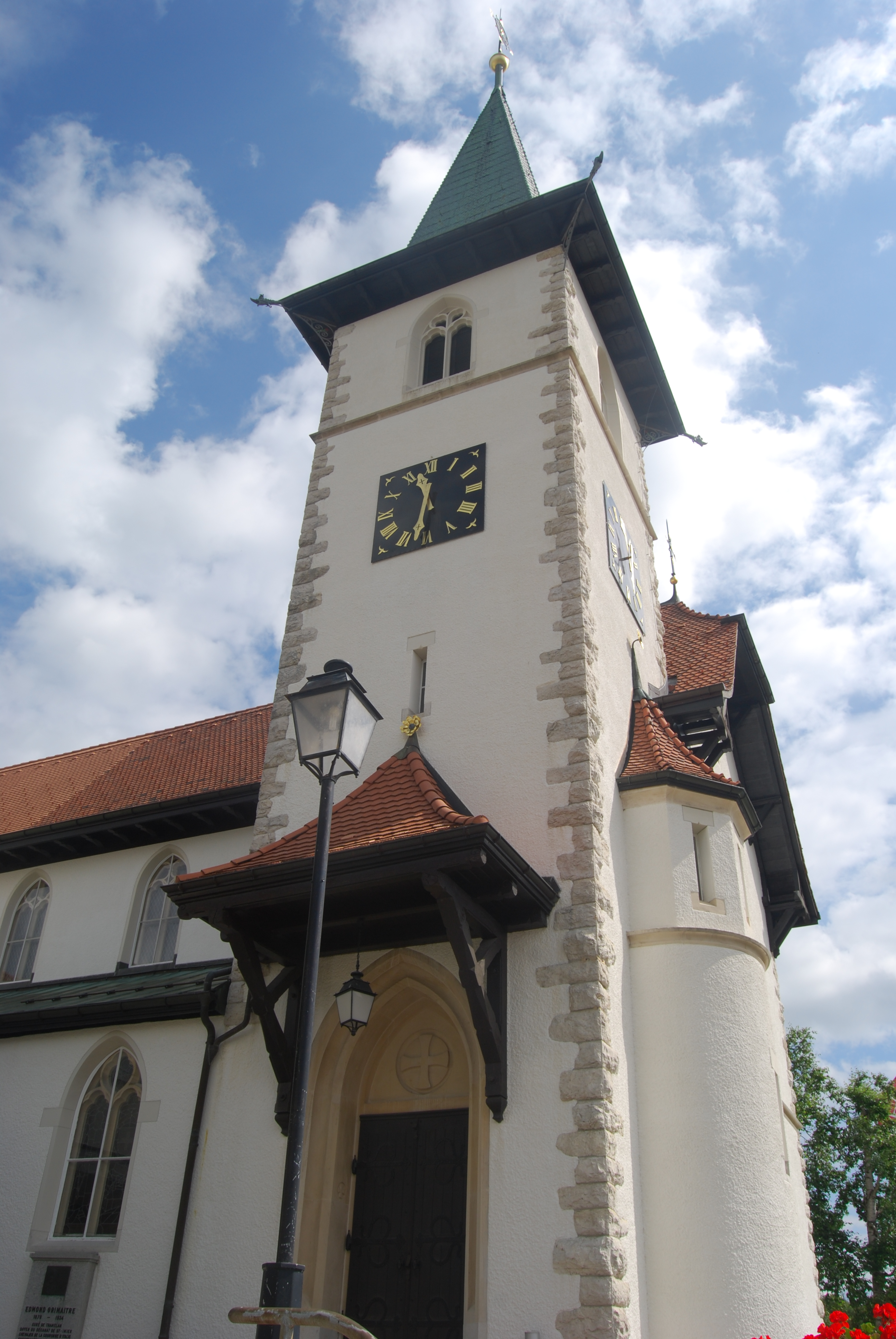
Katholische Kirche von Tramelan
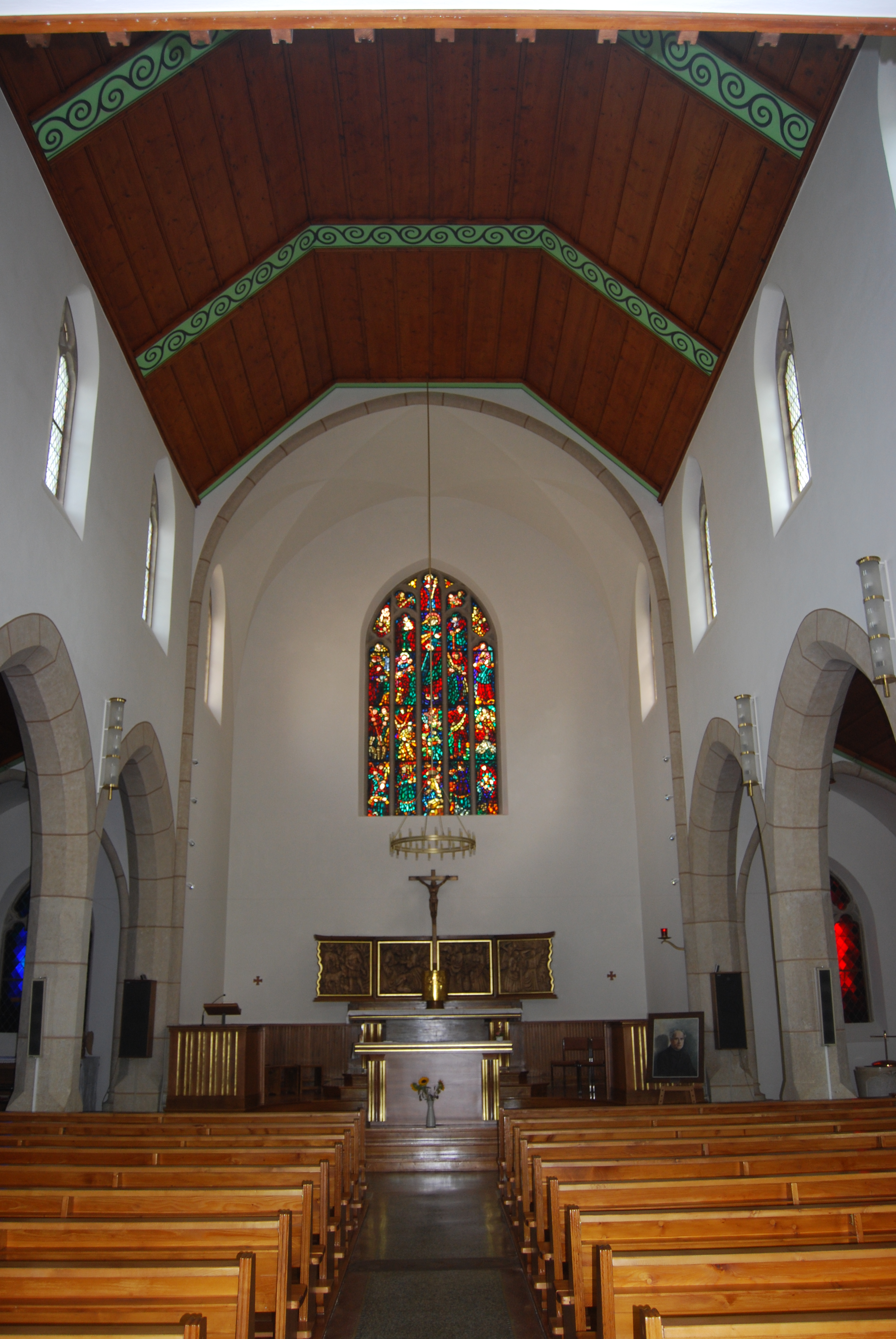
Innenansicht der katholischen Kirche von Tramelan
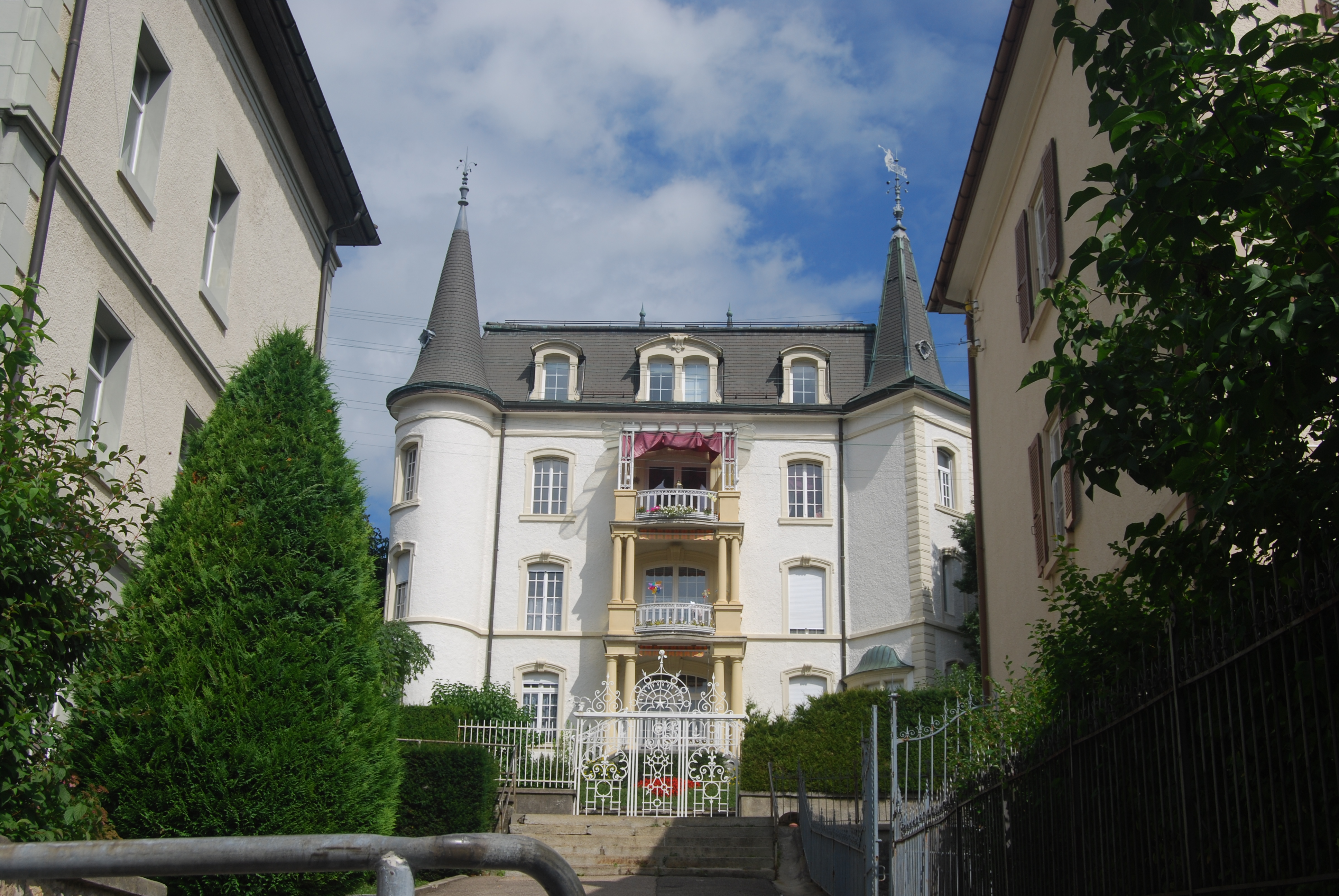
Bürgerhaus in der Rue Albert-Gobat von 1917
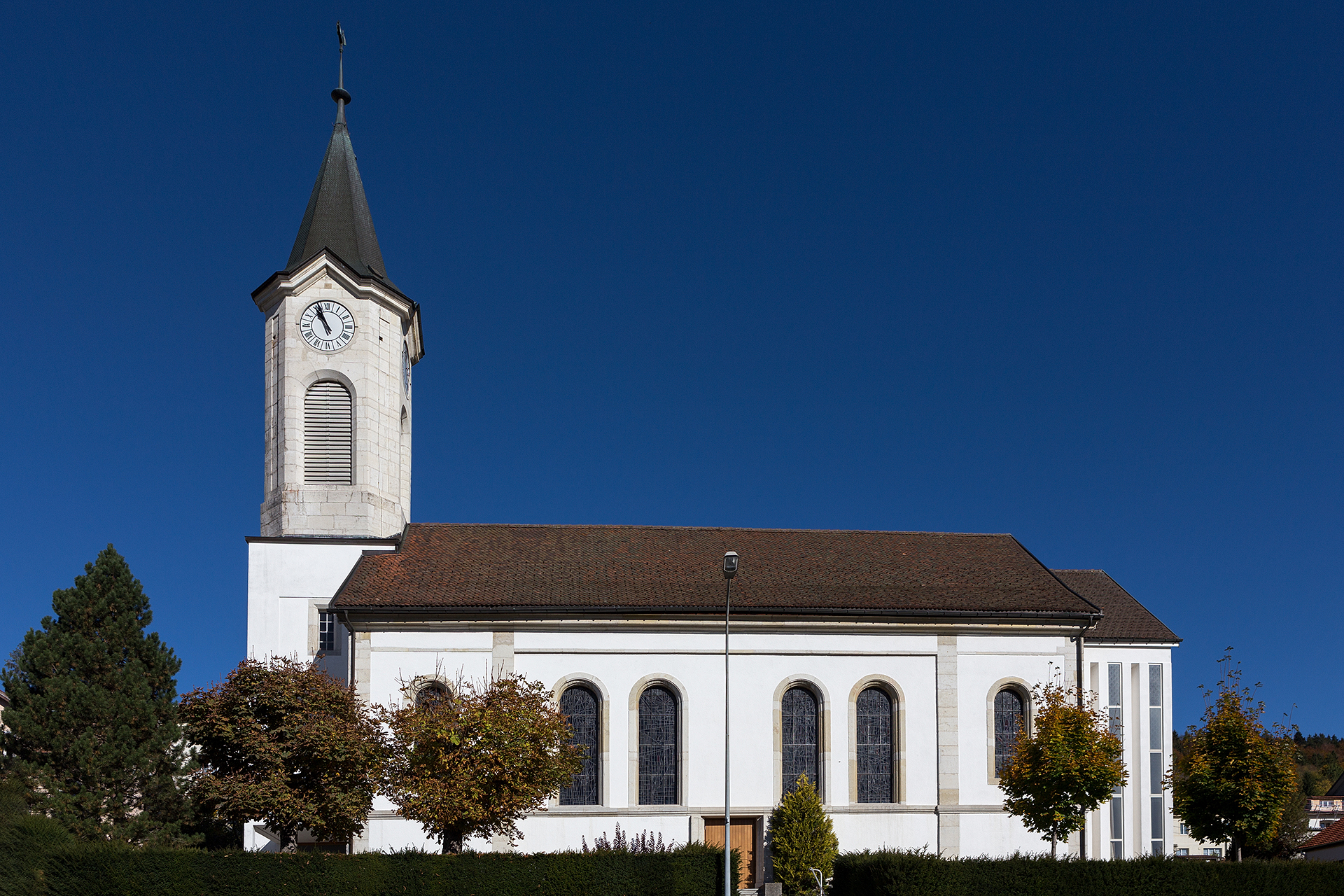
Reformierte Kirche von Tramelan
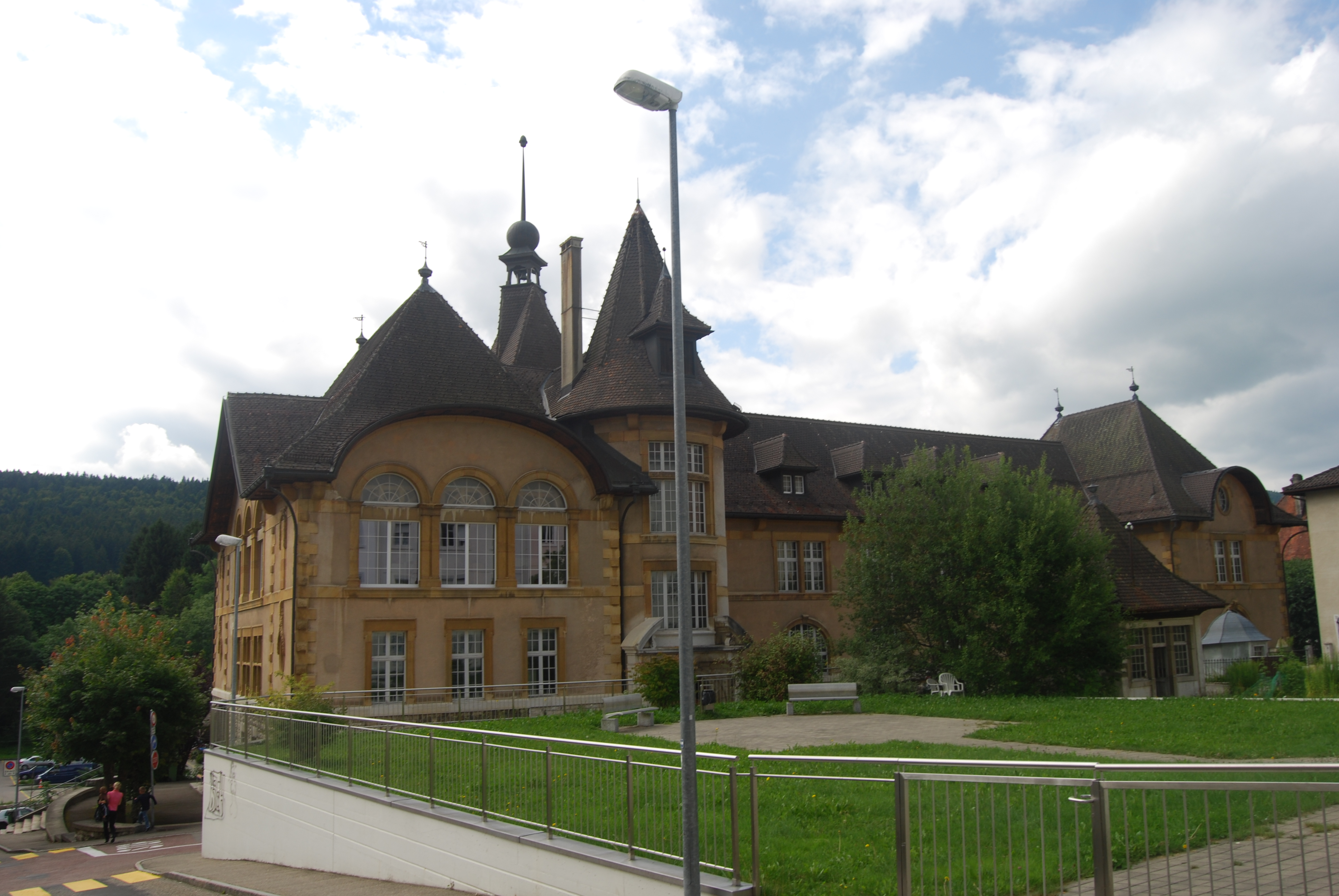
Sekundarschulhaus Tramelan
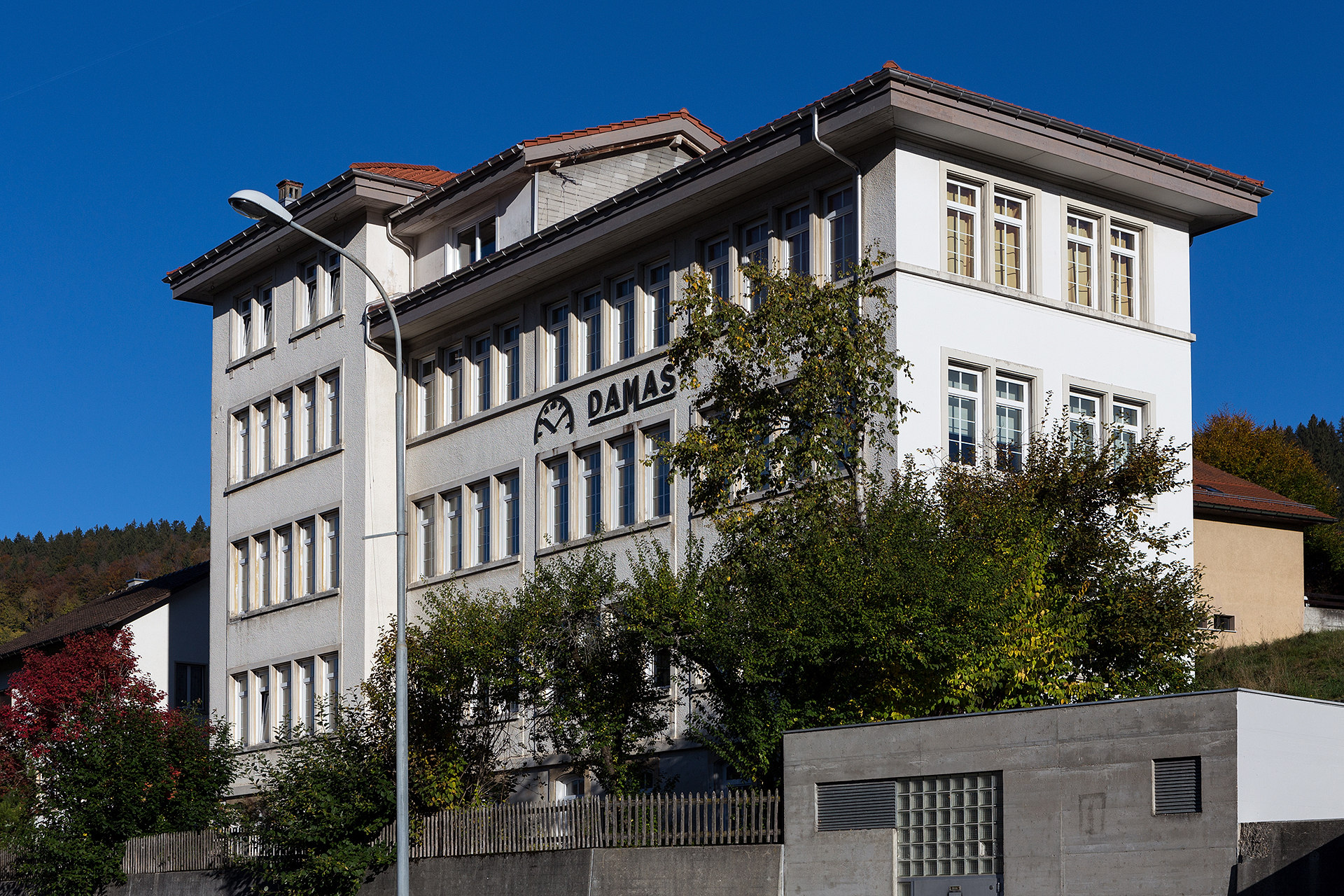
Ehemalige Uhrenfabrik Damas
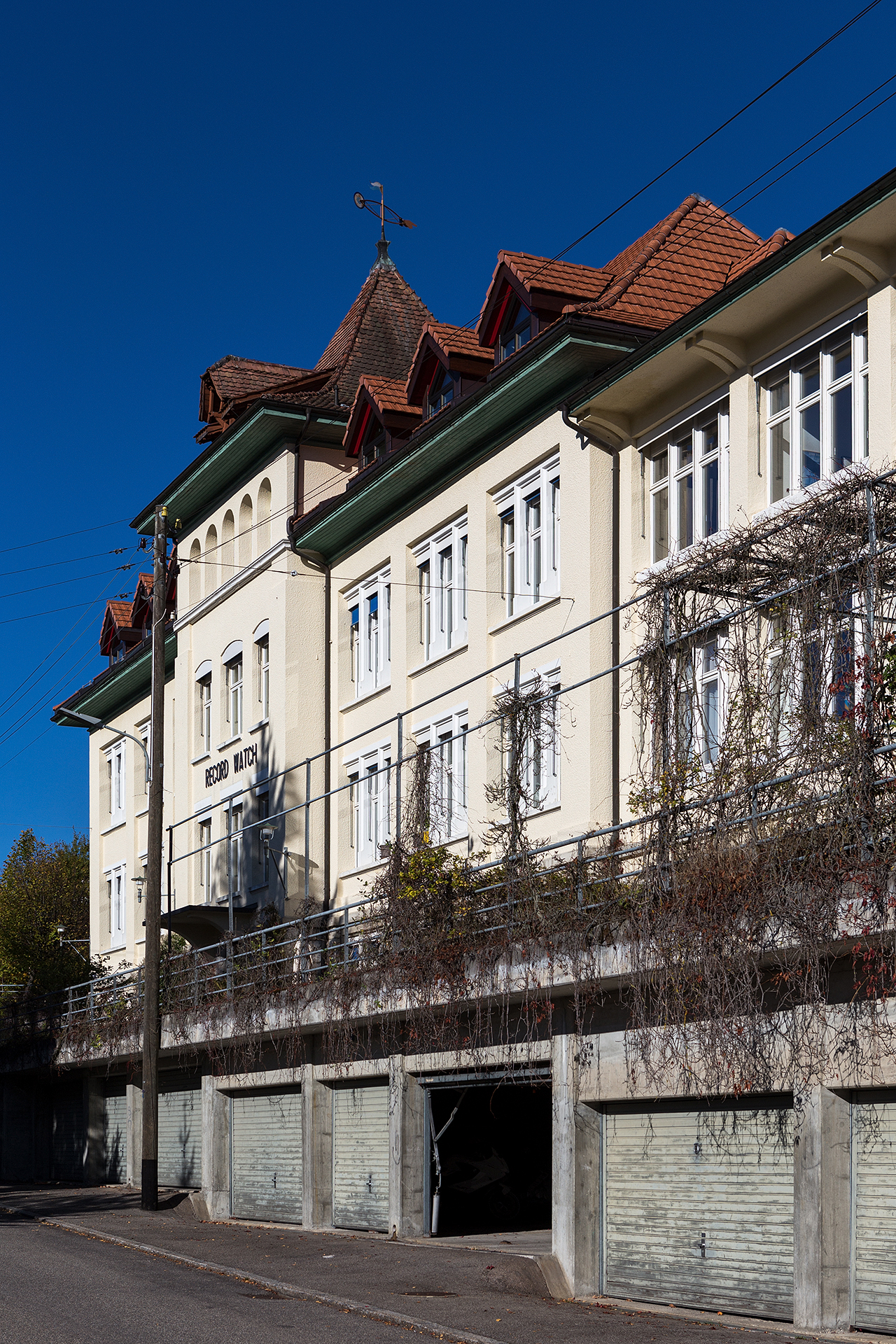
Ehemalige Uhrenfabrik Record Watch
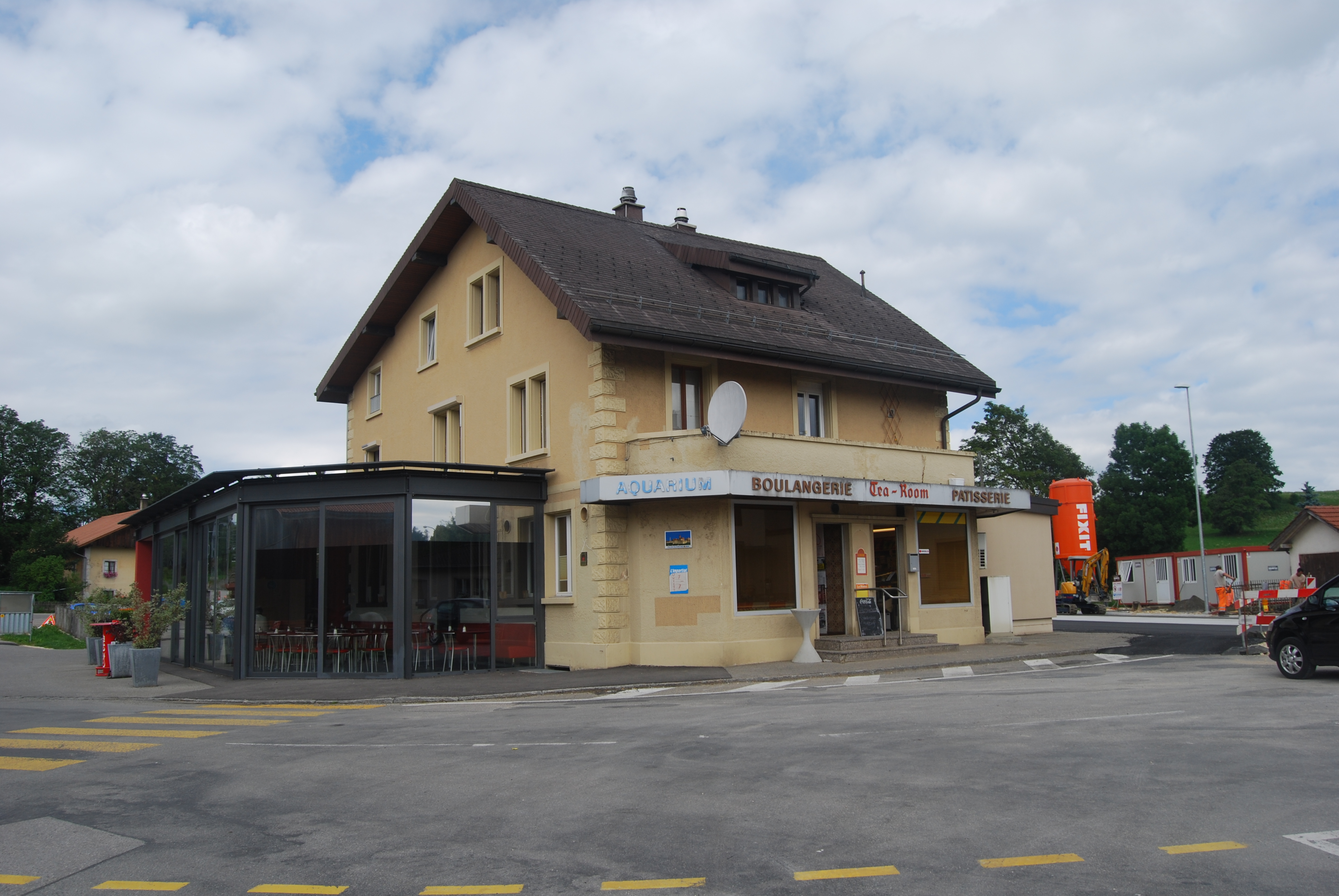
Restaurant «Aquarium» beim Bahnhof von Les Reussilles
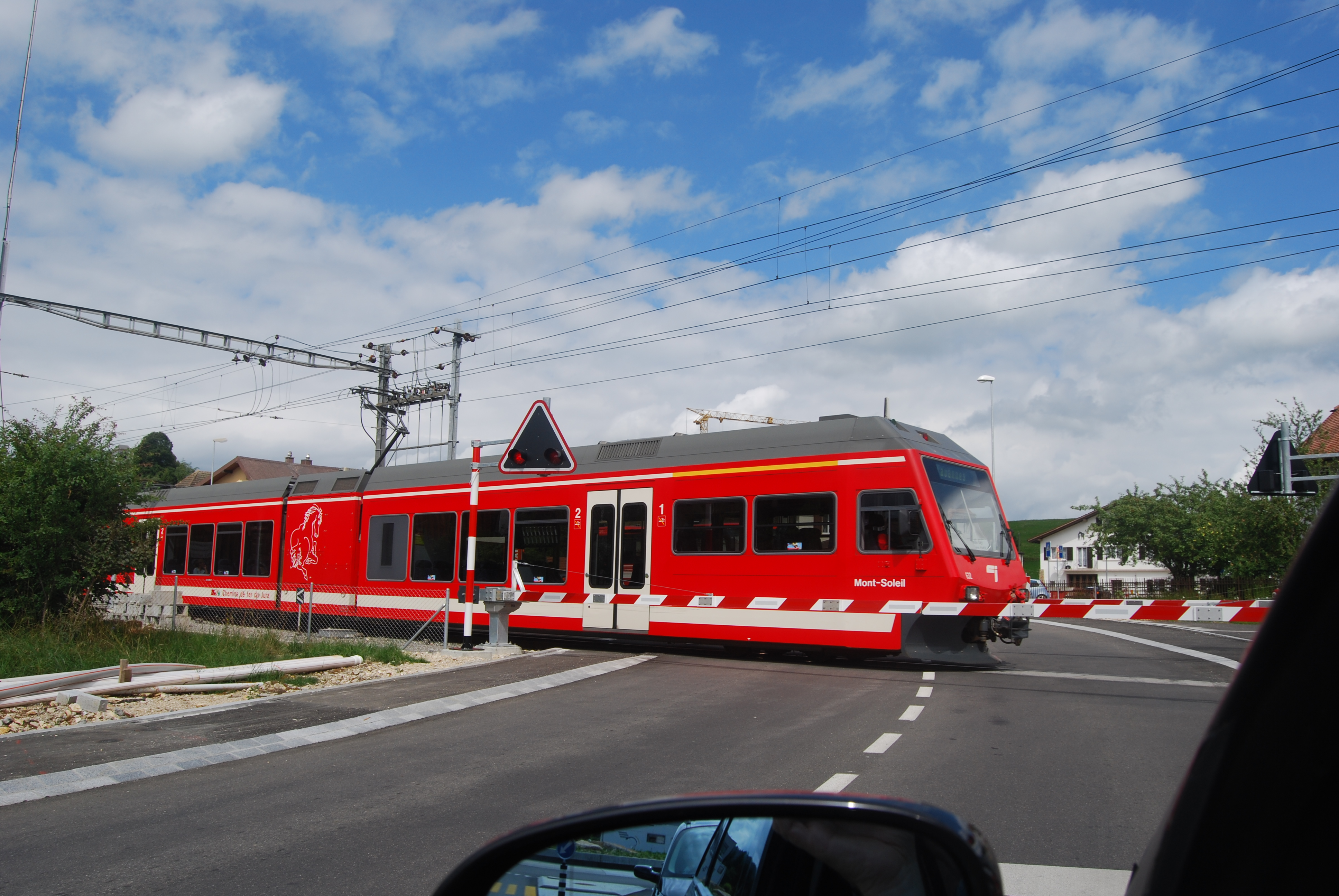
Bahnübergang in Les Reussilles

## Persönlichkeiten
- Charles Albert Gobat (1843–1914), Friedensnobelpreisträger
- Virgile Rossel (1858–1933), Jurist (ZGB, 1912), Nationalrat (Präsident 1910), Bundesrichter (1912–1932), Autor
- André Ramseyer (1914–2007), Bildhauer
- Jacques Rossel (1915–2008), Präsident der Basler Mission
- Roland Béguelin (1921–1993), Gemeindeschreiber, Journalist, Politiker, in Delémont Mitgründer und Sekretär der jurassischen Freiheitsbewegung Rassemblement jurassien
- Erica Wallis (1945–1997), Politikerin (SP)
- Pierre-André Geiser (* 1961), Landwirt und Verwaltungsratspräsident der Fenaco Genossenschaft
- Moussia von Wattenwyl (* 1971), Grossrätin (Grüne)